# Cherokee Indijanci
Cherokee (Čiroki, Čeroki) jedno od najznačajnijih indijanskih plemena iz grupe Iroquoian-govornika čija se izvorna lokacija nalazila u Tennesseeju i Sjevernoj Karolini, prostirali su se također i po susjednim krajevima Južne Karoline,  Georgije,  Alabame i Virginije. U kasnijem periodu Cherokeeje nalazimo i po državama Arkansas, Kansas, Kentucky, Oklahoma i Teksas. 

## Ime
Naziv Cherokee po Swantonu (John Reed Swanton) došlo je možda od Muskogee naziva 'tciloki’ u značenju "people of a different speech", to jest ‘ljudi’ ili ‘narod drugačijeg govora'.  Muskogee pripadaju porodici Muskhogean a Cherokee irokeškoj porodici, tako da ih nikako nisu mogli razumjeti. Cherokee sami sebe nazivaju Ani'-Yűn'-wiya', ‘pravi ljudi’. Razna plemena davala su Cherokeema razne nazive koji upučuju na njihov rani način života. Tako su ih Indijanci Wyandot nazivali  Uwatáyo-róno (ili) Entari ronnon,  ‘pećinski narod’ (‘cave people’), istovremeno i Irokezi (Iroquois) ih nazivaju Oyata' ge`ronóń, ‘stanovnici zemlje pećina’ ("inhabitants of the cave country.")  Nazivi Tcálke kod Tonkawa i Tcerokiéco kod Wichita, pa čak možda i Shánaki kod Caddo Indijanaca, znači plemena koja često srećemo u Texasu, zacjelo su njihovim jezicima prilagođene varijante Muskogee naziva Tciloki (naroda kojega ne razumiju). 
S druge strane, prema Hodgeu (Frederick W. Hodge, eminentno ime u svijetu poznavanja sjevernoameričkih Indijanaca), ime Cherokee nastalo je od imena Chiluk-ki, čije ime opet znači ‘cave people’, ljude koji žive u pećinama. Prema njemu ime 'cherokee' nastalo je od Tsálagi (ili) Tsáragi, kojim su oni (odnosno dio njih) prozvali sami sebe po Choctaw nazivu Chiluk-ki. Pleme Choctaw također im je nesrodno i jezično su veoma udaljeni. 
Po hrvatskoj stručnoj literaturi, kao i u običnom govoru ovi Indijanci su poznati kao Čeroki ili Čiroki.

## Podjela
Čeroki su podijeljeni na 3 grane: Lower, Middle i Over-the-Hill. Postojalo je i više bandi, glavne su: Atali, Chickamauga, Etali, Onnontiogg i Qualia. 
Današnje suvremene grupe Čerokija, inače federalno priznate, poznate su kao : Cherokee Nation of Oklahoma, United Keetoowah Band of Cherokee Indians (Oklahoma) i Eastern Band of Cherokee Indians (North Carolina). Pleme Echota Cherokee priznala je samo država Alabama.
Popis Cherokee grupa (nije konačan). 
Alabama: Cherokees of Jackson Co., Cherokees of N.E. Alabama, Eagle Bear Band of Free Cherokees, Cherokees of S.E. Alabama, United Cherokees, Langley Band of Chickamogee Cherokee Indians in the Southeastern United States.
Florida: Tuscola United Cherokees of Florida & Alabama.
Georgia: Cane Braek Band of E. Cherokees, Cherokees of Georgia, Georgia Tribe of E. Cherokees, Southeastern Cherokee Confederacy.
Indiana: Northern Cherokee Tribe.
Missouri: Dogwood Band of Free Cherokees, Northern Cherokee Nation of the Old Louisiana Territory, Northern Cherokee Tribe of Indians.
North Carolina: Cherokees of Hoke Co., Cherokees of Robinson & Adjoining Cos., Cherokee Indians of Hoke Co., Cherokee-Powhattan Indian Association,  Eastern band of Cherokee Indians of North Carolina, Eastern Band of Cherokee Indians.
New Jersey: Osprey Band of Free Cherokees.
New York: Deer Council of Free Cherokees.
Oklahoma: Northern Chicamunga Cherokee Nation of Arkansas and Missouri, Cherokee Nation of Oklahoma.
Oregon: N.W. Cherokee Wolf Band of S.E. Cherokee Confederacy.
South Carolina: Free Cherokee-Chickamauga.
Tennessee: Etowah Cherokee Nation, Elk Valley Council Band of Free Cherokees, Red Clay Band of S.E. Cherokee Confederacy, Free Cherokee Tennessee River Band, Elk Valley Band Council of Chickamauga Cherokee, Tennessee River Band of Chickamauga Cherokee, Tennessee River Band of Chickamauga, Chickamauga Circle Free Cherokee.
Texas: Texas Cherokee Nation.

## Običaji Čerokija, život i kultura
U vrijeme kontakta Čeroki su bili sjedilačko stanovništvo, agrikulturan narod koji je živio u kojih 200 velikih sela. Tipično Čeroki-selo sastojalo se od 30 – 60 kuća i velike kuće-vijeća. Zimske kuće (asi) bile su kružnog oblika čiji je drveni kostur isprepleten granjem i šibljem, i sve obljepljeno blatom. Na vrhu krova oblika stošca nalazio se otvor za dim. Ljetna su se skloništa sastojala, kao kod Seminola, od otvorenih nastambi na čijim je nosačima počivao krov na dvije vode, pokriven slamom ili drugim, to ih je štitilo od žege ili naglog pljuska. U kasnijem periodu, pod utjecajem bijelaca, Čeroki grade brvnare (log cabin) s jednim vratima i rupom za dim, krov je pokriven korom. Velike kuće vijeća često su postavljali na ‘moundima’, umjetnim brežuljcima porijeklom od Mississippian kulture (vidi Muskogee), Čeroki ih sebi nisu gradili. Kuće vijeća služile su za održavanje tih vijeća, zatim za generalne sastanke i religiozne ceremonije. U njima je kao i kod drugih Jugoistočnih Indijanaca gorjela vjećna ‘sveta vatra’.
Čeroki su, kao i kulturno slični Muskogee, održavali Busk-ceremonije (Green Corn Dance ili Ples zelenog kukuruza), ovdje treba napomenuti da su oni prilikom pripravljanja ‘crnog pića ‘ koristili česminu koja ima lišće nalik na lovor, Seminole su naprotiv koristili neku vrstu Ilexa (Ilex vomitoria), koja izaziva povraćanje. ‘Tri sestre’ (Three Sisters’), odnosno kukuruz, grah i ‘squash’-tikve (imaju ih i Irokezi) tipične su kulture ovih Indijanaca, lovom I sakupljanjem divljeg bilja nadopunjavali su ‘lonac’. Čeroki-sela bila su nezavisna u svojim dnevnim poslovima. Nekad bi se cijelo pleme znalo sastati zbog ceremonija ili u ratna vremena. Vodstvo su preuzimale poglavice ratnih ili civilnih sela, zavisno jeli bilo doba mira ili rata. 
Dolazak crnaca
Crnački robovi koji su prisilno dovedeni brodovima iz Afrike prilično su izmijenili običaje Jugoistočnih Indijanaca. Indijanci Cherokee, Creek, Ais, Choctaw i Chickasaw vrlo su brzo naučili hvatati crnce za robove. –Cherokee koji su sadili pamuk držali su crnce za robove da bi radili umjesto njih. Godine 1863. Washingtonski zakon je odredio da Cherokee moraju osloboditi crnačke robove. Kako je to oslobađanje prošlo nije zapisano, no zna se da je 1905. među njima još živjelo 7,500 tisuća crnaca, bijelaca i pripadnika drugih indijanskih plemena.
The Cherokee Phoenix
1821. godine legendarni Sequoyah,  (Sikwayi, Sikwâ'yǐ), poznat i kao George Gist (ili Guest, jer je bio napola Indijanac, a prema njemu je nazvano i drvo sekvoja) počeo je raditi na pismu čerokija. Nesretnim slučajem postavši bogaljem Sequoia počinje razmišljati o pismu koje bi sačuvalo jezik njegovog naroda. Sequoia je smislio pismo od 86 znakova prilagođenih cherokee-jeziku. Pokazao je to poglavicama i objasnio im što bi to značilo za Čerokije. Ubrzo nakon pristanka poglavica čeroki počinju učiti svoj alfabet. Bijelci su također 'progutali' ovu ideju i 1828. izašle su prve indijanske novine, 'The Cherokee Phoenix'. Novine su izlazile i na čerokiju i na engleskom sve do 3. ožujkla 1906.

## Organizacija društva -klanovi
Život i kultura Čerokija uveliko podsječa Creek Indijance. Oni su bili savez 'crvenih' (ratnih) i 'bijelih' (civilnih) gradova, kao i Muskogee. Poglavice bijelih i crvenih gradova bili su podložni vrhovnim poglavicama istih. Čeroki su kao i njihovi neprijateljski rođaci Irokezi bili organizirani po egzogamnim matrilinearnim klanovima. 1869. godine bilo je četrnaerst tisuća Čerokija i u prosjeku na jedan klan dolazilo 1,750 osoba. Klanovi Čerokija bili su:
- 1. Ah-ne-whi-ya. Wolf. -Vuk.
- 2. Ah-ne-who-the. Red Paint. -Crvena boja.
- 3. Ah-ne-ga-ta-ga-nih. Long Prairie. -Duga prerija.
- 4. Dsu-ni li-a-na. Deaf. (a bird.) -Gluvač /vrsta ptice/
- 5. U-ni-sda-sdi. Holly. -Česmina. Ova biljka pripada u Ilexe, a Čeroki-Indijanci su od nje pravili 'Crno piće'.
- 6. Ah-nee-ka-wih. Deer. -Jelen. /Ah-nee; označava plural/
- 7. Ah riee-sa-hok-nih. Blue. -Plavi
- 8. Ah-nu-ka lo-high. Long Hair. -Duga kosa.

Potrebno je napomenuti da su Čeroki izvorno imali 10 klanova, dva su izumrla. -Kod njih inače susrečemo najveći broj pripadnika po klanu. Kasnije se spominje tek 7 njihovih klanova.

## Kratka povijest
Za Povijest Čerokija poznata je od dolaska De Sota koji prolazi njihovim područjem 1540. Već 1684. oni sklapaju prvi ugovor s Englezima iz Caroline. To je prijateljski ugovor koji traje do Yamasee War-a 1715-16. i opet do rata 1759-61. Za Američke revolucije Čeroki su na strani Engleza, mir je učinjen sa Sjedinjenim Državama 1785. Ovaj rat stajao ih je 25% populacije. Na 'Stazu suza' Čeroki polaze 1835. smješteni su na područje Indian Territory, današnja Oklahoma. U Oklahomi oni i Choctaw, Seminole, Creek i Chickasaw dobivaju naziv 'Pet civiliziranih naroda' ('Five Civilized tribes'). Pleme Čeroki postalo je 'Cherokee Nation'. Osim u Oklahomi dio Čerokija živi u North Carolini na rezervatu Cherokee ili Qualla koji se prostire na pet okruga Cherokee, Graham, Jackson, Macon i Swain. Po popisu od 1990.  čak 308,132 osobe izjasnilo se u Sjedinjenim državama kao Cherokee, ipak punokrvnih je tek 15,000. Cherokee kroz povijest asimiliraju razne narode i plemena, kako druge Indijance tako i bijelce, a crnce posebno. Od gore navedenog broja na Cherokee rezervatu u North Carolini živi preko 10,000 Indijanaca. Brojni Čeroki-Indijanci danas također žive rasipani po raznim američkim državama gdje su formirali razna Čeroki-plemena.
1839. je sastavljen čirokijski ustav. Danas se, od 1953. obilježava čirokijski nacionalni blagdan, u spomen na potpisivanje čirokijskog ustava. Danas je to naraslo na jedan od najvećih događaja u Oklahomi, gdje dolazi i do 70 tisuća ljudi iz krajeva diljem svijeta. 

## Poznati Čerokiji
Hrvatski povjesničar umjetnosti Vladimir Gvozdanović (Vladimir Peter Goss) oženio se američkom Indijankom iz plemena Čirokija, i za svoju je kći govorio da je "hrvatska Indijanka".

## Vanjske poveznice
- History of the Cherokee People  Arhivirana inačica izvorne stranice od 26. travnja 2006. (Wayback Machine)
- Cherokee History  Arhivirana inačica izvorne stranice od 7. srpnja 2006. (Wayback Machine)
- The occupation of Alcatraz
- Native Languages of the Americas: Cherokee (Tsalagi)
- Cherokee Indian Tribe

- Čirokijski ustav:
- 55th Annual Cherokee National Holiday  Arhivirana inačica izvorne stranice od 21. kolovoza 2007. (Wayback Machine)
- Cultural Readings  Arhivirana inačica izvorne stranice od 11. lipnja 2007. (Wayback Machine) Čirokijski ustav - na čirokijskom na University of Pennsylvania
- Cultural Readings  Arhivirana inačica izvorne stranice od 11. lipnja 2007. (Wayback Machine)  Čirokijski ustav - na engleskom na University of Pennsylvania
- Cherokee Phoenix Index  Arhivirana inačica izvorne stranice od 19. veljače 2008. (Wayback Machine) na Western Carolina University